# Angiolo Silvio Novaro
Angiolo Silvio Novaro (Diano Marina, Ligúria, 12 de novembro de 1866 - Oneglia, Ligúria, 10 de março de 1938) foi um poeta e escritor italiano.

## Biografia
Angiolo Silvio Novaro nasceu em Diano Marina em 12 de novembro de 1866. Ainda criança, mudou-se para Oneglia com a família, para administrar a produção de azeite de sua mãe, Paolina Sasso, a "P. Sasso & Figli".
Seus primeiros escritos, publicados em revistas contemporâneas, têm perfil verista. 
Casou-se com Laura Butta e teve um filho, Jacopo, que morreu nos primeiros anos de vida. Motivado por este acontecimento, escreveu Il fabbro armonioso (o ferreiro harmonioso).
Sua obra mais conhecida é Il Cestello, onde fala da sua cidade natal. No mundo da poesia, teve amigos importantes, como Giovanni Verga e Gabriele d'Annunzio.
Viveu sempre de um modo reservado e discreto na sua Casa Rossa (Casa Vermelha), em Oneglia, onde faleceu em 10 de março de 1938.

## Principais obras
A sua obra poética mais famosa é La pioggerellina di marzo (A chuvinha de março), que até hoje é estudada nas escolas primárias da Itália. Nesse poema, Novaro analisa o tic-tac (o repicar das gotas) da chuva que cai nos telhados e nas árvores, e pergunta a si mesmo: Che dice la pioggerellina di marzo… (O que diz a chuvinha de março…)
Outros escritos são:
- Sul mare (1889)
- L'angelo risvegliato (1901)
- Il cestello (1910)
- Il cuore nascosto (1921)
- La fisarmonica (1924)
- Taci non parlare (1939)

## Outras imagens

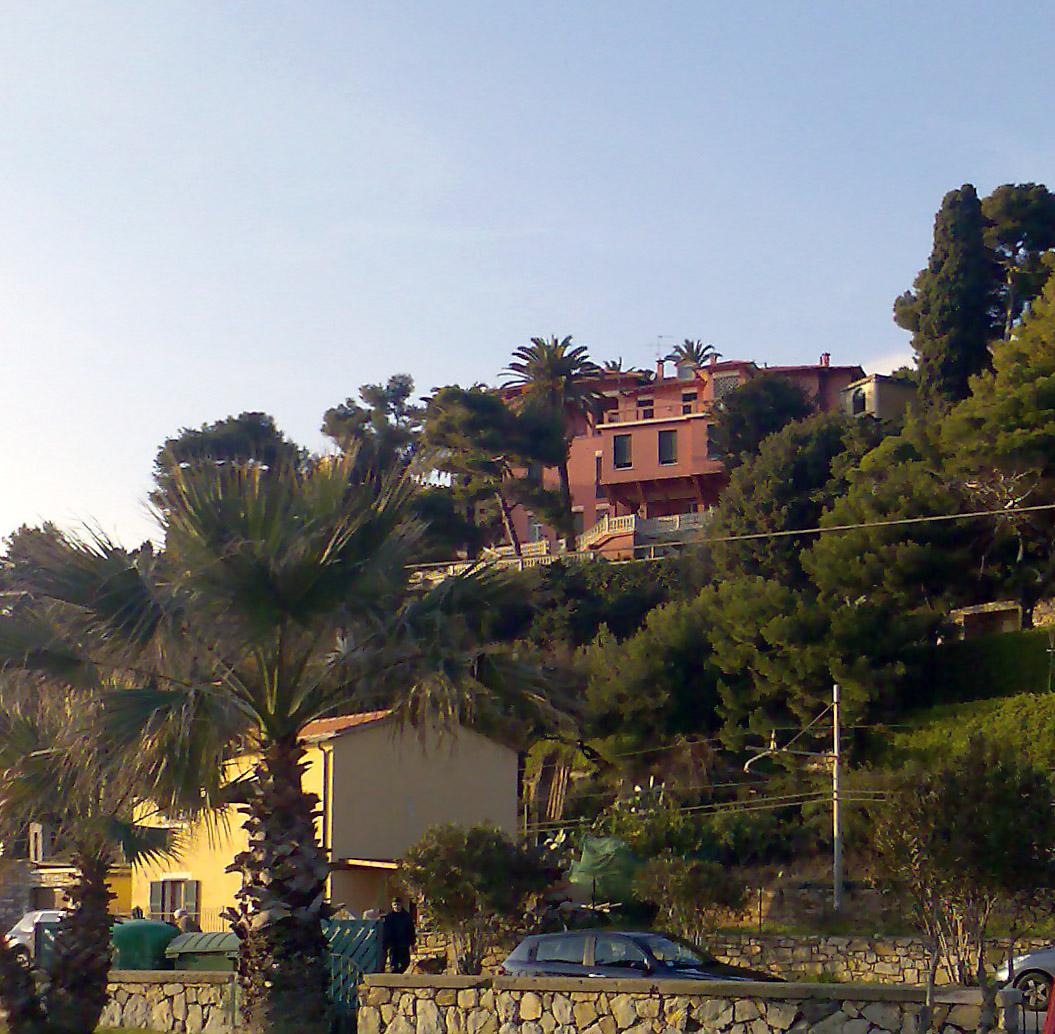
A Casa Rossa, em Capo Berta (Oneglia), onde Novaro morou.
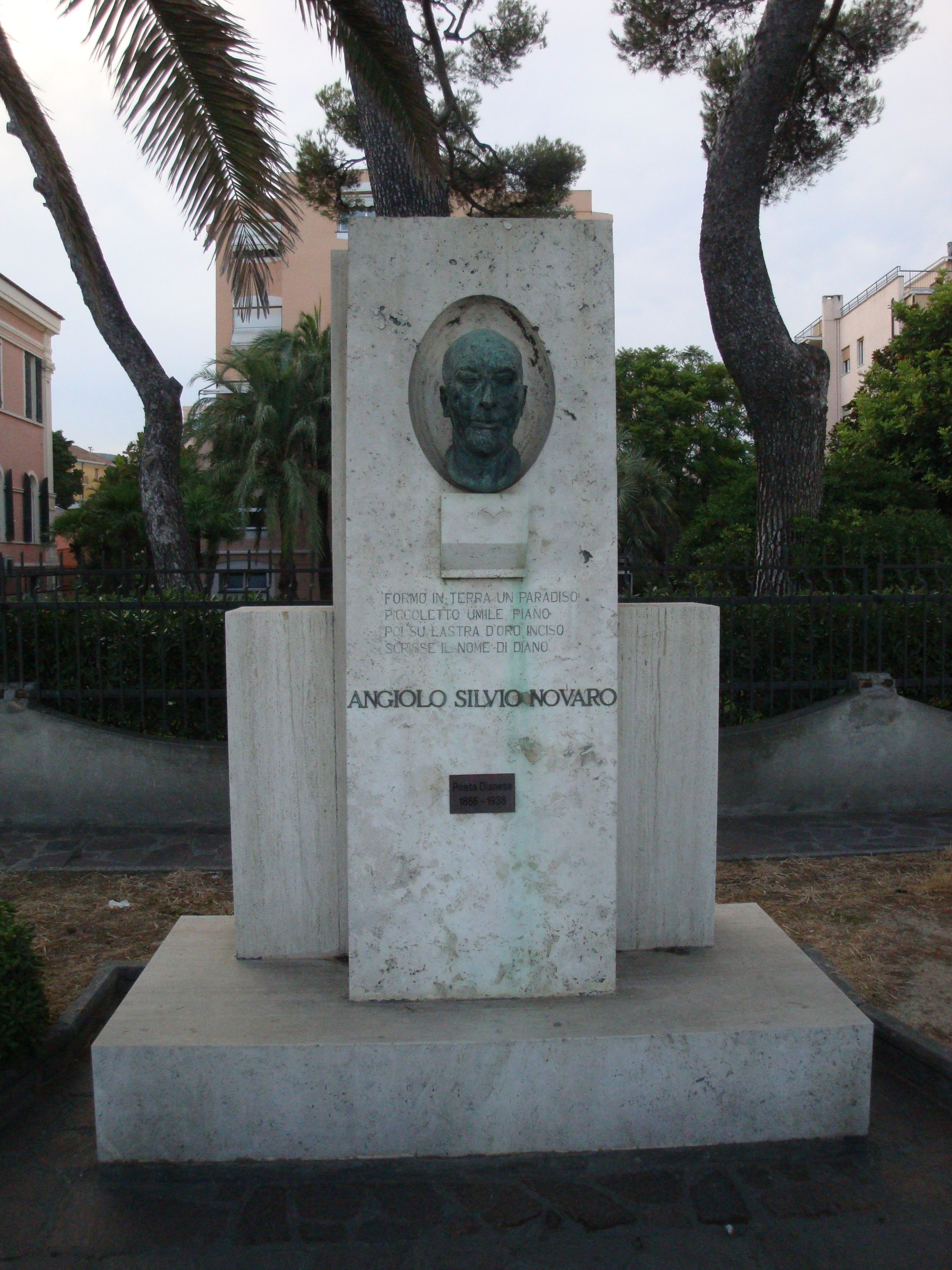
A coluna-monumento dedicada ao poeta, no passeio de Diano Marina.